# Autocharis millotalis
Autocharis millotalis là một loài bướm đêm trong họ Crambidae.